# Teatro del Lemming
Il Teatro del Lemming è una compagnia di teatro di ricerca fondata a Rovigo nel 1987 dal regista e compositore Massimo Munaro e dal regista e scenografo Martino Ferrari, scomparso prematuramente nel 1993 in un incidente aereo.

## Il primo decennio: 1987-1997
Con lo spettacolo Frammenti, del 1987, nasce a Rovigo il Teatro del Lemming, che nell'anno successivo, con Sogno dentro sogno, si rivela vincitore per le migliori musiche di scena del Premio Totola a Verona (la giuria era presieduta dal regista Gianfranco De Bosio).
Nel 1990 con La città chiusa, ispirato all'opera di Albert Camus, partecipa a numerosi Festival teatrali italiani (Urbino, Chieri, Fiuggi, fra gli altri), e vince a Verona il Premio Totola per la migliore regia teatrale (la giurìa era presieduta da Giuseppe Liotta, docente di Storia del Teatro all'Università di Bologna).
Già questi primi lavori vedono il gruppo impegnato nella definizione di un teatro poeticamente carico (anche grazie alle musiche appositamente composte da Munaro) e teso a indagare, nella drammaticità dei temi trattati (lo straniamento, il confine tra sogno e realtà, la malattia e il rapporto tra solidarietà ed emarginazione che ne deriva), la funzione benefica e riaggregante dell'emozione condivisa e quindi, in ultima analisi, del teatro stesso, come forma d'arte immediata, vera e autenticamente partecipata.
Nel 1994, con Cinque sassi, lavoro basato sulle poesie di Marco Munaro, il gruppo viene segnalato per il migliore spettacolo dell'anno all'interno del Premio Ubu dal critico Franco Quadri.
Con tale spettacolo, tra il 1995 e il 1997, il Teatro del Lemming partecipa con successo a numerose rassegne e festival teatrali italiani, tra i quali: Festival Internazionale di teatro promosso dal Teatro Stabile di Parma, Piccole Trasgressioni organizzato da La Piccionaia a Vicenza, ContattOff organizzato dal Centro Servizi Spettacoli di Udine, Teatri '90, La scena ardita dei nuovi gruppi al Teatro Franco Parenti di Milano, L'IperAvanguardia al Teatro Studio di Scandicci.
Con Cinque sassi, e con i successivi spettacoli Faust (1995) e Il Galileo delle Api (1996), il Lemming prosegue la sua indagine sulle potenzialità di un teatro di poesia, partecipa con successo ai Festival di Montone, di Spoltore, di Volterra, e viene rappresentato nei teatri di molte città italiane.
L'opera video realizzata su "Il Galileo delle Api" concorre al Premio Italia promosso al Festival TTVV di Riccione.

## Il secondo decennio: 1997-2007
Con Edipo (prima rappresentazione: 26 dicembre 1996, sette segnalazioni al Premio Ubu '97) si apre il secondo decennio di attività del gruppo: da Edipo in poi gli spettacoli di Massimo Munaro si caratterizzano per l'aver individuato nel vero e proprio coinvolgimento sensoriale (non attoriale) dello "spettatore" la via più profonda e potente per realizzare quello sconvolgimento poetico che è da sempre l'obiettivo dichiarato del gruppo.
Gli spettacoli della Tetralogia (Edipo, Dioniso del 1998, Amore e Psiche del 1999, Odisseo del 2000), non a caso dedicati a quattro miti universali, sono tutti pensati per pochi spettatori alla volta, o addirittura per uno solo o due, allo scopo di permettere ad ogni partecipante di cogliere poeticamente la propria unica e personale esperienza del mito.
Gli spettacoli della tetralogia sollevano consenso ed entusiasmo a livello nazionale, come testimoniato dall'attenzione della stampa e di importanti critici nazionali come Franco Quadri, Renato Palazzi, Gerardo Guerrieri, Sergio Colomba, Oliviero Ponte di Pino, Stefania Chinzari.
Come "post-fazioni" alla tetralogia il Teatro del Lemming realizza anche A Colono - rito augurale per uno spettatore solo (2001), e L'Odissea dei ragazzi - viaggio nel teatro per venti ragazzi di tutte le età (2003).
Il 2003 vede un altro lutto portare via l'attore, fotografo e aiuto regista Roberto Domeneghetti.
A lui è dedicato il lavoro successivo del gruppo - una lunga e sofferta, più volte rivista, elaborazione dell'Inferno dantesco, che sfocia nel 2006 nello spettacolo Nekyia - viaggio per mare di notte e ideale discesa agli inferi, con risalita attraverso il Purgatorio fino al Paradiso.

## Il Festival Opera Prima
A Martino Ferrari, cofondatore del Teatro del Lemming, il gruppo dal 1994 dedica il Festival teatrale "Opera Prima - Martino Ferrari", importante vetrina per le più interessanti e innovative realtà di ricerca nazionali (e, con l'edizione 2007, anche internazionali), che si tiene annualmente a Rovigo nel mese di giugno.